# Strychnos darienensis
Strychnos darienensis är en tvåhjärtbladig växtart som beskrevs av Berthold Carl Seemann. Strychnos darienensis ingår i släktet Strychnos och familjen Loganiaceae. Inga underarter finns listade i Catalogue of Life.